# Батумі (морський порт)
Морський порт Батумі (англ. Batumi Sea Port) — морський торговельний порт столиці Аджарії міста Батумі, розташований в південно-східній частині Чорноморського узбережжя Кавказу — на півдні Грузії в Батумській бухті. Був одним з головних трьох морських портів Грузії в XX столітті, і найбільшим нафтоперевалочним спеціалізованим портом в східній частині Чорного моря. Код UN/LOCODE — GEBUS. Один з найбільших портів в східній частині Чорного моря. Є важливою сполучною ланкою Південного Кавказу з Європою.

## Історія
Південна частина глибоководної Батумської бухти слугувала портом здавна, але він приймав тільки невеликі судна і мав незначний вантажообіг. З 1878 року — порто-франко (на період до 1885). Введеня в експлуатацію у 1883 році залізниці Баку — Батум (Батумі) послугувало швидкому розвитку порту для вивезення морем бакинської нафти до інших портів Чорного моря і за кордон. Обсяг експорту нафтопродуктів через Батумський порт у 1883 році склав 3 млн пудів. Інтенсивне зростання обсягу експортованої нафти викликало необхідність розвитку відповідної портової інфраструктури.
До кінця 1884 року першим начальником Батумського морського торгового порту віце-адміралом Олександром Івановичем Греве і інженером Георгом Альковичем був розроблений проект реконструкції порту з будівництвом причалів та хвилерізу для захисту Батумської гавані. Реалізація проекту розпочалася у 1885. До 1892 року в глибині Батумський бухти було побудовано нафтоналивне підприємство. У 1886—1889 роках для прийому суден, завантажених нафтопродуктами, були збудовані два нафтових причали довжиною 80 і 95 метрів.

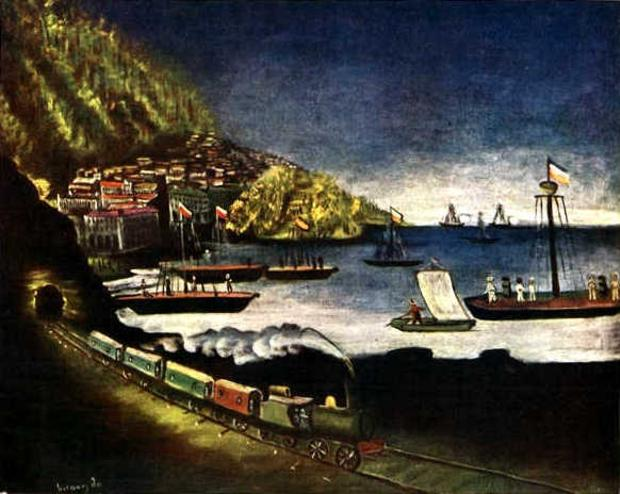
Батумський порт. Картина Ніко Піросмані. Кінець XIX століття

У 1892 році з англійського порту Західний Хартпул в напрямку Батумі вийшов перший у світі танкер «Марекс», звідки, завантажений нафтою, вирушив у свій перший рейс до Сінгапуру і Таїланду — 23 серпня 1892 року «Марекс» відкрив рух танкерів Суецьким каналом.
Після переобладнання порту і завершення будівництва нафтопроводу Баку — Батумі (1897—1900) Батумі став великим портом, через який Росія вела зовнішньою торгівлю нафтопродуктами. Завдяки Батумського порту Росії в найкоротші терміни вдалося спочатку наздогнати, а потім і перегнати Сполучені Штати Америки з видобутку та експорту нафти. До початку XX століття порт Батумі за своїм значенням і вантажообігом став одним з основних портів Чорного моря.

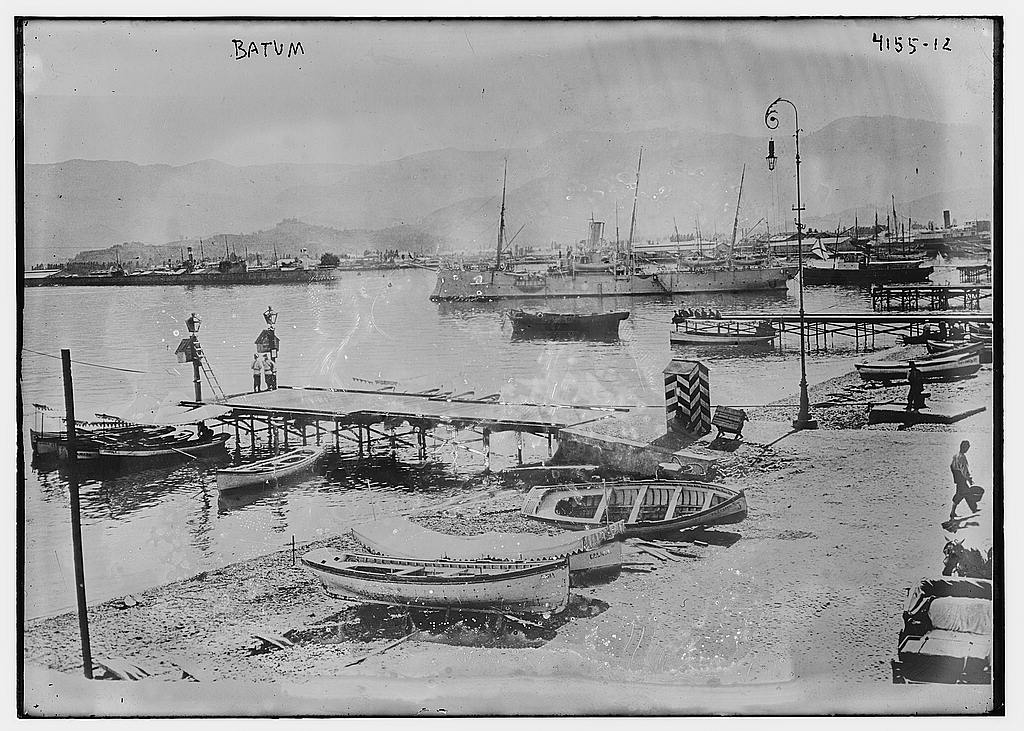
Порт Батумі. 1914—1916 р.р.

В радянський період Батумський морський торговельний порт входив до складу Грузинського морського пароплавства. В порту було споруджено ще 5 причалів для танкерів і суховантажів. Зріс вантажообіг, розширилася номенклатура вантажів, що перероблялися. У 1923 році Батумський морський порт перейшов до реєстру портів 1 категорії — у той час він входив в число тих портів СРСР, вантажообіг яких перевищував 1 млн тонн.
У 1954—1966 роках причали, через які перевантажуються генеральні і навалювальні вантажі, були реконструйовані, збільшені глибини для підходу пасажирських суден, встановлені високопродуктивні перевантажувальні механізми. У 1959—1962 побудований морський вокзал. З 1967 року порт вже міг приймати на зовнішньому рейді великотоннажні судна.
На кінець XX століття порт слугував основною базою Грузинського морського пароплавства. У його вантажообігу головне місце посідали експортні танкерні нафтовантажі, але порт мав важливе значення і в морських пасажирських перевезеннях як кінцевий пункт Кримсько-Кавказьких ліній, а також ліній для суден, що здійснювали туристичні рейси біля берегів СРСР та в країни Європи, Азії, Африки.

## Сьогодення

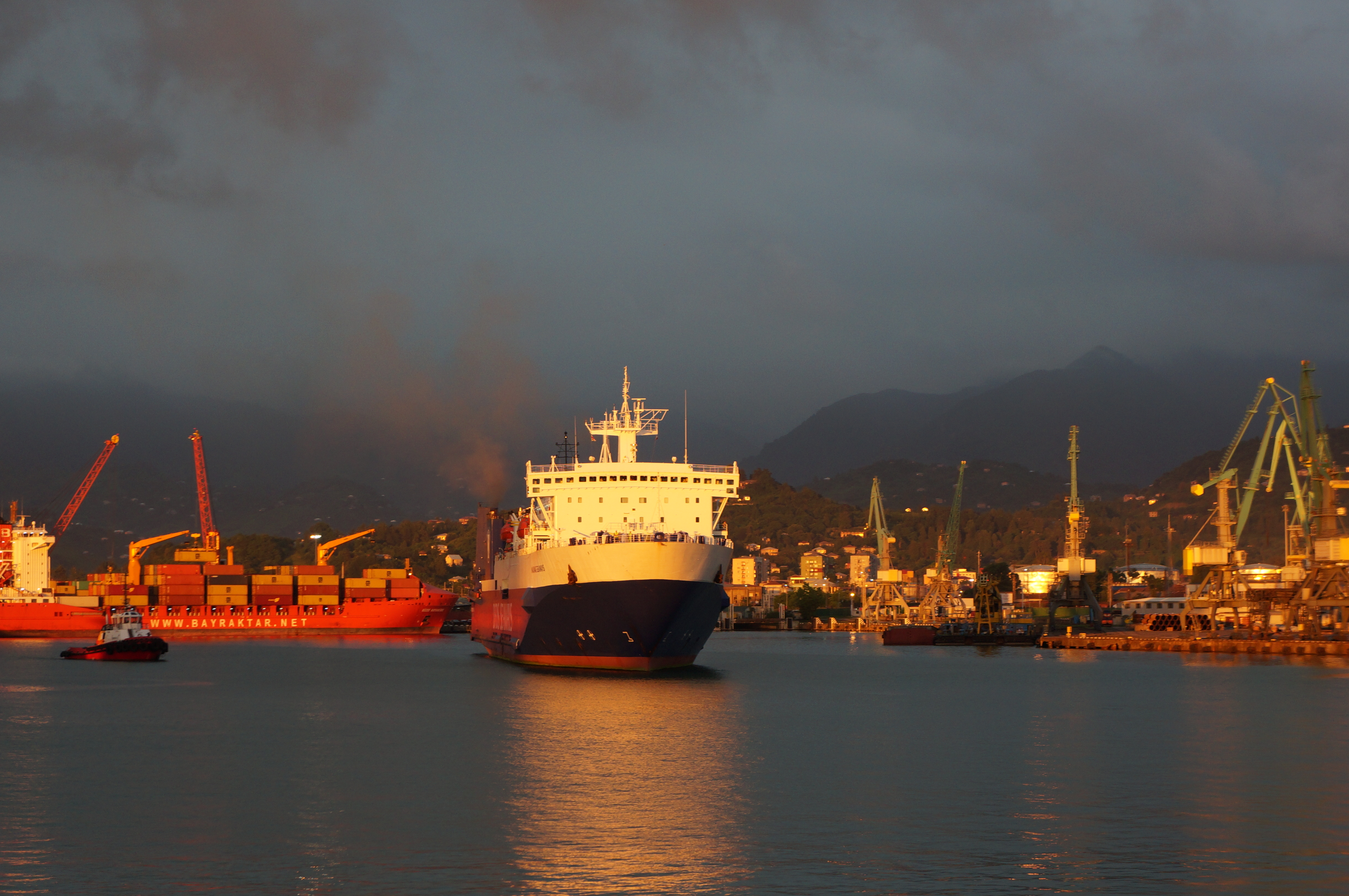
Порт Батумі сьогодні

Площа Батумського морського порту складає близько 22,2 гектарів, з яких площа відкритих складських приміщень займає 16 412 м². Порт включає нафтовий термінал, контейнерний термінал, причальний комплекс, який використовується для обслуговування поромів, вантажний термінал для обробки сухих вантажів, пасажирський термінал з морським вокзалом. В цілому тут налічується 11 причалів.
На сьогоднішній день 80-90 % портового вантажообігу припадає на перевезення нафтопродуктів і сирої нафти. У порту цілодобово проводяться вантажні операції і постановка суден. Він оснащений новітньою системою відеоспостереження, що гарантує високий рівень безпеки. Портова інфраструктура включає причали, склади, перевантажувальні механізми, внутрішні портові автомобільні та залізничні шляхи, ремонтні майстерні, автотранспорт, і системи водопроводу і водозабезпечення. Портовий флот включає 12 суден, у тому числі шість буксирів і 100-тонний плавкран. портальних кранів вантажопідйомністю до 40 тонн — 13, техніки вантажопідйомністю від 1,5 до 10 тонн — 29 одиниць, грейферів — 37, мобільних бункерувальних установок — 3, вантажних столів — 11.
Батумі — військово-морська база ВМС Грузії. В порту базуються катери і судна Берегової охорони. 3 вересня 2015 було відкрито нову пристань пункту базування плавальних засобів Прикордонної поліції.